# 音樂少女
《音樂少女》是由STUDIO DEEN原創製作、以偶像為題材的日本電視動畫作品，2018年7月6日至9月21日，2018年7月至9月在AT-X、TOKYO MX、BS11首播，日本以外由巴哈姆特動畫瘋、LiTV 線上影視、bilibili、myVideo，及英語圈國家由Crunchyroll等等取得同步播放權。並在最後一話播出之後，於Amazon Prime流媒體服務上提供，並可在Amazon的網站上進行下載。
本作稍早於2015年度動畫未來影展以25分鐘的電影短片發表，在2018年3月發布決定製作電視動畫的消息。
音樂方面，2013年由STUDIO DEEN旗下商店Cosmic record就此展開CD系列之企劃。2016年起，由唱片公司King Records的子公司STARCHILD開始在音樂市場進行販售。並於2018年宣布製作電視動畫之際，轉移至King Records另外新成立的子公司PINE RECORDS繼續推出和販售。

## 登場人物

### 音樂少女
除了千歲春與熊谷繪里的設定資料是從當初企劃始動、及龍王更紗的設定資料在「音樂少女 新專輯紀念活動2014」已經對外公開之外，其他角色的設定資料都來自電視動畫官方網站。

#### H☆E☆S
千歲春（聲：沼倉愛美）
生日：3月28日
出身地：北海道札幌市
H☆E☆S成員。
熊谷繪里（聲：瀨戶麻沙美）
生日：9月3日
出身地：埼玉縣埼玉市
H☆E☆S成員。
龍王更紗（聲：淵上舞）
生日：5月1日
出身地：山梨縣甲府市
H☆E☆S成員。

#### 其他成員
箕作沙沙芽（聲：高橋花林）
生日：3月4日
出身地：滋賀縣近江市
西尾未來（聲：岡美保）
生日：6月15日
出身地：愛知縣名古屋市
喜歡吃雞米花的食貨偶像。
雪野日陽（聲：大野柚布子）
生日：2月18日
出身地：宮城縣仙台市
無口系少女，曾經覺得除了音樂以外的聲音是噪音，但現在漸漸地會去感受其他聲響。
具志堅舒普（聲：島袋美由利）
生日：8月22日
出身地：沖繩縣那霸市
素顏時彷彿別人似的。因為受母親影響，化妝技巧高強的偶像。
諸岡露露（聲：江口菜子）
生日：10月2日
出身地：東京都豐島區
金時琴子（聲：Lynn）
生日：11月10日
出身地：東京都葛飾區
迎羽織（聲：小倉唯）
生日：12月2日
出身地：神奈川縣鐮倉市
桐的妹妹。音樂少女的中心人物。常常不大能接受華子的做法，但本人不知道自己跟華子是網友。
迎桐（聲：上坂堇）
生日：1月17日
出身地：神奈川縣鐮倉市
羽織的姊姊。

### PINE RECORDS工作人員
山田木華子（聲：深川芹亞）
生日：7月7日
出身地：奧地利維也納
電視動畫版主人翁音樂少女成員以外的要角。雙親都是音樂家的歸國子女。對日本文化和常識完全的誤解和並不是那麼清楚。
舞蹈方面有極高的才能，看過一遍就會記下所有動作，並能完整模仿出來，但唱歌方面卻是完全不行。
池橋大輝（聲：平川大輔）
製作人。部分成員把他的名字記成「池嬌（いけばし）」。有許多古怪的表現。與華子的母親是舊識，並以「小紗（さっちゃん）」的匿稱稱呼。

### 主要人物的家人
山田木贵（聲：松田健一郎）
華子的父親。
山田木幸（聲：柚木涼香）
華子的母親。

## 音樂CD

### Cosmic record
| 通常發售日     | 標題                   | 主唱                       | 規格編號   |
| -------------- | ---------------------- | -------------------------- | ---------- |
| 2013年3月29日  | Rock the Hero          | 熊谷繪里                   | CORE-00012 |
| 2013年3月29日  | Electronic Music       | 千歲春                     | CORE-00013 |
| 2013年3月29日  | Hero&Professor         | 熊谷繪里、千歲春           | CORE-00014 |
| 2013年8月10日  | World Heroes&          | 熊谷繪里、千歲春           | CORE-00018 |
| 2014年3月28日  | Lucy&Starlit Walk      | 熊谷繪里、千歲春           | CORE-00020 |
| 2014年7月25日  | &                      | 熊谷繪里、千歲春           | CORE-00022 |
| 2014年11月27日 | Perfect Free           | 熊谷繪里、千歲春           | CORE-00023 |
| 2015年4月30日  | ！&                    | 龍王更紗                   | CORE-00024 |
| 2015年6月26日  | 3STARS                 | 熊谷繪里、千歲春、龍王更紗 | CORE-00026 |
| 2015年11月27日 | Summer Little Rainbow& | 龍王更紗                   | CORE-00028 |

### King Records
| 通常發售日    | 標題                | 主唱                       | 規格編號  |
| STARCHILD     | STARCHILD           | STARCHILD                  | STARCHILD |
| ------------- | ------------------- | -------------------------- | --------- |
| 2016年2月24日 | Justability         | 千歲春、熊谷繪里、龍王更紗 | NKCD-6730 |
| PINE RECORDS  |                     |                            |           |
| 2018年6月6日  | ON STAGE LIFE       | 音樂少女                   | KICM-3342 |
| 2018年7月18日 | terzetto rhapsody   | H☆E☆S                      | KICM-3344 |
| 2018年7月25日 |                     | 音樂少女、雪野日陽         | KICM-3345 |
| 2018年8月1日  | Make up！Shine☆     | 具志堅舒普                 | KICM-3346 |
| 2018年8月8日  |                     | 音樂少女                   | KICM-3343 |
| 2018年8月8日  | poppin' rain        | 迎羽織                     | KICM-3347 |
| 2018年8月15日 |                     | 西尾未來                   | KICM-3348 |
| 2018年8月22日 | You are my only one | 金時琴子                   | KICM-3349 |
| 2018年8月29日 | Let's sing!!        | H☆E☆S                      | KICM-3350 |
| 2018年9月5日  |                     | 諸岡露露                   | KICM-3351 |
| 2018年9月12日 | lovely trouble      | 箕作沙沙芽                 | KICM-3352 |
| 2018年9月19日 |                     | 迎桐                       | KICM-3353 |
| 2018年9月26日 |                     | 音樂少女                   | KICA-2534 |

## 短片電影動畫
2015年一開始在該年度動畫未來影展發表。之後才在同年3月22日於東京動畫獎節慶活動特別上映、及同年4月17日在TOHO CINEMAS新宿的劇院進行公開。
原本未進行更進一步商業活動，但在2016年發生的熊本地震以災後捐贈需求為目的，將「動畫未來2015」5部作品錄製成DVD限定形式發售。

### 製作人員（短片電影動畫）
- 原作、動畫製作：STUDIO DEEN
- 導演：石倉賢一（日语：石倉賢一）
- 人物設定、作畫監督：
- 人物原案：QP:flapper
- 劇本：山田花名
- 動畫檢查：本豐
- 道具設計、作畫監修：河南正昭
- 美術監督：平柳悟
- 色彩設計：桂木今里
- 攝影監督：米澤壽
- 3DCG：今垣佳奈
- 剪輯：松村正宏
- 音樂：Taishi
- 音樂監督：野崎圭一（日语：野崎圭一）
- 音響監督：本山哲（日语：本山哲 (音響監督)）
- 製作人：浦崎宣光
- 製作擔當：中田善文
- 製作進行：野崎久美子

## 電視動畫
2018年7月至9月首播。片尾曲和劇中歌曲都選用King Records、和新成立的子公司PINE RECORDS出版的音樂CD。於2018年發售4卷藍光光碟。

### 製作人員（電視動畫）
- 原作：STUDIO DEEN、King Records[6]
- 導演：西本由紀夫[6]
- 系列構成、劇本：赤尾凸[6]
- 人物原案：三田茉莉[6]
- 人物原案協力：QP:flapper
- 人物設定：小松桃花[6]
- 道具設定：伊藤康裕
- 美術監督：田尻健一
- 色彩設定：中央東口
- 攝影監督：今泉秀樹
- CG導演：高久保豐成
- 剪輯：西山茂
- 音響監督：高寺雄（日语：高寺たけし）
- 音樂：小野貴光（日语：小野貴光）、玉木千尋
- 音樂製作：King Records[6]
- 製片：新井智大、須藤孝太郎、角田敦、小澤文啓、磯谷德知、石川功、浦崎宣光
- 動畫製作人：中田善文
- 動畫製作：STUDIO DEEN[6]
- 製作：音樂少女製作委員會[6]

### 主題曲
片頭曲（第2－9、12話）
主唱：小倉唯，作詞：磯谷佳江，作曲：小野貴光，編曲：玉木千尋
第1話當片尾曲使用。
片尾曲
「（Shining peace）」（第2、4－12話）
主唱：音樂少女，作詞：磯谷佳江，作曲：小野貴光，編曲：玉木千尋
第1話當本篇一開始的插入歌使用。
（第3話）
主唱：音樂少女，作詞、作曲：YUXSE，編曲：
第3、5、12話當插入歌使用。
插入歌
「ON STAGE LIFE」（第1、2、9、10、12話）
主唱：音樂少女，作詞：菱木朱里，作曲、編曲：
「terzetto rhapsody」（第2、3、8話）
主唱：H☆E☆S，作詞、作曲：吉田詩織，作曲、編曲：久下真音
（第4話）
主唱：具志堅舒普（島袋美由利），作詞、作曲、編曲：塚田耕平
「poppin' rain」（第5、11話）
主唱：迎羽織（小倉唯〈第5、11話〉）、山田木華子（深川芹亞〈第11話〉），作詞：、奈須野新平，作曲、編曲：奈須野新平、福田淳平
（第6話）
主唱：西尾未來（岡美保），作詞：武田、中原徹也，作曲：武田，編曲：.
「You are my only one」（第7話）
主唱：金時琴子（Lynn），作詞：S-KEY-A，作曲、編曲：石井健太郎
（第7、10話）
主唱：三重野瞳，作詞：磯谷佳江，作曲：小野貴光，編曲：玉木千尋
「Let's sing!!」（第8話）
主唱：H☆E☆S，作詞、作曲：吉田詩織，編曲：久下真音
（第9話）
主唱：諸岡露露（江口菜子），作詞：吉田詩織，作曲：深澤祐貴，編曲：久下真音
「Lovely trouble」（第10話）
主唱：箕作沙沙芽（高橋花林），作詞：吉田詩織，作曲：深澤祐貴，編曲：大澤圭一
（第11話）
主唱：迎桐（上坂堇），作詞：吉田詩織，作曲：MIKOTO，編曲：

### 各話列表
| 話數 | 日文標題        | 中文標題                   | 劇本     | 分鏡       | 演出       | 作畫監督                                                 | 總作畫監督        |
| ---- | --------------- | -------------------------- | -------- | ---------- | ---------- | -------------------------------------------------------- | ----------------- |
| #01  |                 | 百億人中選一的偶像         | 赤尾凸   | 西本由紀夫 | 西本由紀夫 | 清水勝祐、吉田龍一郎 中本尚、臼井篤史                    | 野口孝行          |
| #02  |                 | 別太小看偶像了             | 赤尾凸   | 西本由紀夫 | 西本由紀夫 | 齊藤香織、飯飼一幸 日下岳史、山村俊了                    | 大塚八愛          |
| #03  |                 | 偶像 心 共鳴               | 山田靖智 | 高本宣弘   | 久保太郎   | 中島美子、粟井重紀 安達祐輔、臼井篤史                    | 野口孝行          |
| #04  |                 | 赤裸的偶像                 | 笹野惠   | 中山洋     | 關大       | 安達祐輔、Choi Insub 壽門堂                              | 中村深雪          |
| #05  |                 | 偶像的食譜                 | 赤尾凸   | 石平信司   | 三好正人   | 清水勝祐、中山岳洋 齊藤香織、臼井篤史                      | 大塚八愛          |
| #06  |                 | 肉與偶像                   | 笹野惠   | 安形裕篤   | 伊勢弘昌   | 飯飼一幸、津雄健德 安達祐輔、森本浩文 臼井篤史           | 野口孝行          |
| #07  |                 | 偶像的眼淚乘著紙飛機而行…… | 赤尾凸   | 菊田幸一   | 菊田幸一   | 日下岳史、清水勝祐 齊藤香織、森本浩文                    | 中村深雪          |
| #08  | can't stop IDOL | can't stop IDOL            | 山田靖智 | 高本宣弘   | 西本由紀夫 | 飯飼一幸、清水勝祐 都竹隆治、森本浩文 中井惠巳           | 野口孝行          |
| #09  |                 | 當偶像真累人               | 山田靖智 | 名村英敏   | 北村正人   | 木村菜月、日下岳史 服部憲知、齊藤香織 shi-ma、K PRO      | 大塚八愛          |
| #10  |                 | 歌曲與少女與偶像           | 笹野惠   | 中山洋     | 佐佐木純人 | 壽門堂、齊藤香織 伊勢弘呂、森本浩文                      | 野口孝行          |
| #11  |                 | 最棒的偶像                 | 赤尾凸   | 西本由紀夫 | 中山洋     | 飯飼一幸、日下岳史 西道拓哉、山內大輔 手島勇人、大塚八愛 | 大塚八愛          |
| #12  |                 | 閃耀的碎片                 | 赤尾凸   | 西本由紀夫 | 牧野友映   | 飯飼一幸、齊藤香織 森本浩文、清水勝祐 小松桃花           | 野口孝行 森本浩文 |

### 藍光
| 卷數 | 發售日期       | 收錄話數       | 規格編號   |
| ---- | -------------- | -------------- | ---------- |
| 1    | 2018年9月26日  | 第1話～第3話   | KIXA-90801 |
| 2    | 2018年10月31日 | 第4話～第6話   | KIXA-90802 |
| 3    | 2018年11月28日 | 第7話～第9話   | KIXA-90803 |
| 4    | 2018年12月26日 | 第10話～第12話 | KIXA-90804 |

### 播放單位
| 播出期間               | 播出時間                  | 播放電視台 | 播放地區 | 備註               |
| ---------------------- | ------------------------- | ---------- | -------- | ------------------ |
| 2018年7月6日－9月21日  | 星期五 23時00分－23時30分 | AT-X       | 日本全國 | CS衛星／有重播     |
| 2018年7月7日－9月22日  | 星期六 25時00分－25時30分 | TOKYO MX   | 東京都   |                    |
|                        |                           | BS11       | 日本全國 | BS放送／ANIME+時段 |
| 2018年7月10日－9月25日 | 星期二 23時00分－23時30分 | 栃木電視台 | 栃木縣   | [ 12 ]             |

| 刊登期間              | 刊登時間             | 刊登網站 |
| --------------------- | -------------------- | --- |
| 2018年7月7日－9月22日 | 星期六 25時00分 更新 | animeteleto GYAO！ （ 日语 ： GYAO!） d動畫商城 niconico頻道 HAPPY！動畫 萬代頻道 光TV （ 日语 ： ひかりTV） Video Market FOD （ 日语 ： フジテレビオンデマンド） |
| 2018年7月8日－9月23日 | 星期日 12時00分 更新 | Anime放題 （ 日语 ： アニメ放題） U-NEXT                                                                                                 |
|                       | 星期日 24時00分 更新 | AbemaTV Video Pass （ 日语 ： ビデオパス） J:COM On-Demand MegaPack （ 日语 ： ジュピターエンタテインメント）                                                        |
| 2018年7月9日－9月24日 | 星期一 12時00分 更新 | TSUTAYA TV Flat動畫 （ 日语 ： NHN JAPAN）                                                                                              |

## 虛擬YouTuber
2018年7月14日，以山田木華子作為虛擬YouTuber開始活動。同年2018年8月7日箕作沙沙芽加入虛擬YouTuber。

## 腳註

## 外部連結
- 音樂少女 （日語）－Cosmic record官網
- 音樂少女 （页面存档备份，存于） （日語）－動畫未來
- 電視動畫「音樂少女」官方網站 （页面存档备份，存于） （日語）
- 電視動畫「音樂少女」官方的X（前Twitter） （日語）
- 電視動畫「音樂少女」巴哈姆特動畫瘋正版播出專題 （页面存档备份，存于） （繁體中文）
- YouTube上的音樂少女頻道頻道 （日語）
- 音樂少女@VTuber公式的X（前Twitter） （日語）
- 音樂少女（動畫）在動畫新聞網百科全書中的資料（英文） （英文）